# Otto Sander
Otto Sander (Hannover, Alemanya, 30 de juny del 1941 − Berlín, Alemanya, 12 de setembre del 2013) fou un actor de cinema, teatre i doblatge alemany, actiu des del 1964 fins que va morir.

## Biografia
Otto Sander va créixer a Kassel. Al final dels seus estudis, efectua el seu servei militar com a oficial de reserva a la marina, a continuació estudia ciències del teatre, la història de l'art i filosofia. L'any 1965, comença com a actor. Després del seu primer film, encara l'any 1965, marxa a Múnic amb la finalitat d'esdevenir actor a temps complert.
La seva carrera està estretament lligada al Schaubühne de Berlín, on va actuar sota la direcció de Peter Stein. La seva veu calenta i forta li ha valgut el malnom de The Voice (en anglès). Sander sovint ha estat utilitzat com a narrador de documentals per a la televisió, i ha llegit molts « llibres parlats » als anys 1990.
L'any 1990, va ser membre del jurat al 40e Festival Internacional de Cinema de Berlín.Un dels seus papers ha estat el de l'àngel Cassiel a Der Himmel über Berlin de Wim Wenders.
Va fer igualment doblatge de films. Va posar la seva veu entre d'altres a Dustin Hoffman i a Ian McKellen.
Otto Sander va estar casat amb l'actriu Monika Hansen i és el sogre de Ben i Meret Becker.
Va ser elegit membre de l'Acadèmia de les arts de Berlín  l'any 1985.

## Filmografia
- 1973: Einer von uns beiden
- 1974: Meine Sorgen möcht' ich haben
- 1975: Lehmanns Erzählungen
- 1976: Die Marquise von O
- 1976: Vier gegen die Bank
- 1978: Trilogie des Wiedersehens
- 1979: El timbal de llauna (Die Blechtrommel)
- 1980: Palermo oder Wolfsburg
- 1980: Eine Liebe in Deutschland
- 1981: El submarí (Das Boot)
- 1986: Rosa Luxemburg
- 1987: Der Himmel über Berlin
- 1988: Der Bruch
- 1988: Zum Beispiel Otto Spalt
- 1993: In weiter Ferne, so nah!
- 1994: Im weißen Rößl am Wolfgangsee
- 1994: Das Loch
- 1995: Nikolaikirche
- 1995: Lumière et compagnie
- 1996: Gespräch mit dem Biest
- 1997: Comedian Harmonists
- 1999: Der Einstein des Sex
- 2000: Les Misérables (sèrie de televisió)
- 2001: Sass
- 2002: Tödliches Vertrauen
- 2005: Little Spoon
- 2008: Krabat y el molino del diablo

## Premis i nominacions
Premis
- 2008: Berlinale Camera